# Isabella Eklöf
Isabella Eklöf (Östra Ryd, 10 de febrero de 1978) es una guionista y directora de cine sueca. 
Eklöf estudió en la Escuela Nacional de Cine de Dinamarca. Apareció como "corredora" en la película sueca de 2008 Låt den rätte komma in.
Eklöf coescribió la película sueca 2018 Border con el director Ali Abbasi; juntos ampliaron el material original, una historia corta de John Ajvide Lindqvist. Por Border, Eklöf, Abbasi y Lindqvist fueron nominados para el Premio Guldbagge al Mejor Guion; también fueron nominados para el Premio del Cine Europeo al Mejor Guionista. Escribió y dirigió la película danesa Holiday 2018, por la cual ganó los premios New Wave Best Picture y New Wave Best Director en el Fantastic Fest en Austin, Texas; Holiday ganó cuatro premios Bodil, incluido el premio a la mejor película danesa.

## Premios y nominaciones
| Película | Año  | Premio                                                | Resultado |
| -------- | ---- | ----------------------------------------------------- | --------- |
| Border   | 2018 | Premio del cine europeo al mejor guionista            | Nominada  |
| Border   | 2019 | Premio Guldbagge al mejor guion                       | Nominada  |
| Holiday  | 2018 | Premio Fantastic Fest a la Mejor Película de New Wave | Ganadora  |
| Holiday  | 2018 | Premio Fantastic Fest al Mejor Director de New Wave   | Ganadora  |